# Staðarfjall (berg i Island, Austurland, lat 63,94, long -16,55)
Staðarfjall är ett berg i republiken Island. Det ligger i regionen Austurland, 260 km öster om huvudstaden Reykjavík. Toppen på Staðarfjall är 941 meter över havet.
Det finns inga samhällen i närheten.